# Landsvägsriddare
Landsvägsriddare är en svensk dramakomedifilm från 1921 regisserad av Lau Lauritzen. Den räknas som den första Fyrtornet och Släpvagn-filmen, även om Harald Madsen inte spelar rollfiguren Släpvagnen.

## Handling
Inger och Else uppvaktas av Billy och Willy. En kväll försöker uppvaktarna ta sig in i flickornas hem samtidigt som ett par inbrottstjuvar och Billy och Willy får skulden för brottet. Missförståndet reds upp, alla får varandra och tjuvarna ses springa från platsen.

## Om filmen
Filmen premiärvisades 24 januari 1921 på World Cinema i Köpenhamn, Danmark. Den svenska premiären ägde rum på biograf Palladium i Stockholm 21 mars 1921. Filmen spelades in vid Palladiumfilms ateljéer i Hellerup, Danmark.

## Rollista (i urval)
- Carl Schenstrøm – Fyrtornet
- Aage Bendixen – Släpvagnen
- Axel Hultman – Blomgren, grosshandlare
- Olga Svendsen – Fröken Svensson, hans hushållerska
- Margot Linnet – Inger, hans ena dotter
- Pip Overbeck – Else, hans andra dotter
- Osvald Helmuth – Billy
- Harry Komdrup – Willy